# فاسبراوس
فاسبراوس هو مشروب ألماني كحولي أو غير كحولي يصنع من الفواكه وعصارة الملت.